# Vrchoslavice
Vrchoslavice település Csehországban, a Prostějovi járásban. Vrchoslavice Vitčice, Měrovice nad Hanou, Stříbrnice, Němčice nad Hanou, Mořice és Pavlovice u Kojetína településekkel határos. Lakosainak száma 612 fő (2024. január 1.).

## Népesség
A település lakosságának változását az alábbi diagram mutatja:
| Lakosok száma | 427  | 555  | 588  | 652  | 612  | 592  | 617  | 624  | 583  | 612  |
|               | 1869 | 1900 | 1921 | 1961 | 1980 | 2011 | 2016 | 2019 | 2021 | 2024 |